# 201-я мотострелковая дивизия
201-я мотострелковая Гатчинская дважды Краснознамённая дивизия (201 мсд) — соединение в составе Вооружённых Сил СССР и Вооружённых Сил Российской Федерации, существовавшее с 1943 по 2004 год. В 2004 году дивизия переформирована в 201-ю российскую военную базу.

## История

### Великая Отечественная война
Свою историю 201 мсд ведёт от 201-й стрелковой дивизии (2-го формирования).
Сформирована на основании директивы командующего Ленинградским фронтом генерала армии Л. А. Говорова, № 1/15855 от 25 мая 1943 года, как 201-я стрелковая дивизия (2-го формирования) (201 сд (2ф)).
В период войны 201-я стрелковая дивизия принимала участие в обороне и освобождении от немецко-фашистских захватчиков городов и населённых пунктов: Гатчина, Пижма, Луга, Аувере-Ям-Лембиту, Нарва, Тарту, Кемери-Добеле, Кандава, Ханела, Танненберг, Латрианукала, Видриже, Марниеке, Рига, Гайдас, Румбас, Карниеке, Сембури и других. Части дивизии форсировали реки: Вяйке-Эма-Йыги, Виесата.

### Послевоенный период
В августе 1945 года дивизия получила приказ передислоцироваться в Таджикскую ССР, в состав Туркестанского военного округа.
1 октября 1945 года последний эшелон с подразделениями дивизии прибыл в Душанбе. Полк занимался плановой боевой учёбой по программе горнострелковых войск.
В 1947 году 201-я стрелковая дивизия была переформирована в отдельную 325-ю стрелковую бригаду (325 сбр).
В 1948 году 325 сбр была развёрнута в 201-ю горнострелковую дивизию (201 гсд).
Части и подразделения получили вооружение по штатам горно-стрелковых частей. Артиллерия была переведена на конную тягу и получила на вооружение 76 мм горные пушки. Каждый учебный год заканчивался сдачей зачётов на значок «Альпинист СССР». Для этого весь личный состав должен был взойти на высоту не менее 4 тысяч метров.
В 1949 году дивизия участвовала в окружных учениях в районе станции Гузар Кашкадарьинской области Узбекской ССР.
4 марта 1955 года 201-я горнострелковая дивизия была переименована в 27-ю горнострелковую дивизию.
В марте 1957 года 27-я горнострелковая дивизия была переименована в 124-ю горнострелковую дивизию.
В 1958 году 124-я горнострелковая дивизия была свёрнута в 451-й горнострелковый полк (451-й гсп).
В 1960 году 451-й горнострелковый полк был развёрнут в 124-ю мотострелковую дивизию.
С 1963 года полки пополнились штатными танковыми ротами, затем — батальонами, и стали именоваться мотострелковыми.
В 1964 году 124-я мотострелковая дивизия была переименована в 201-ю мотострелковую дивизию.
В марте 1964 года 201-я мотострелковая дивизия (201 мсд) была развёрнута по штатам военного времени и приняла участие в учениях. Совершив марш по маршруту Душанбе-Дехканабад-Керки, 201-я мсд атаковала условного противника. Командующий ТуркВО генерал армии И. И. Федюнинский дал дивизии высокую оценку, которую Генштаб ВС СССР утвердил. После этих учений были произведены штатные изменения в сторону увеличения личного состава. Танки Т-34-85 в танковых батальонах мотострелковых полков, были заменены на Т-54.
В 1969 году в связи с образованием Среднеазиатского военного округа, 201-я мсд передаётся в состав САВО.
В 1970—1972 годах 201 мсд проводила дивизионные учения с боевой стрельбой в Алайской долине в зимнее время, когда температура ночью доходила до минус 30 градусов. В 1973—1975 годах (командир полковник Челомбеев, Иван Васильевич) дивизия продолжала совершенствовать горную подготовку..

### 201-я дивизия в Афганской войне

#### Развёртывание дивизии
В декабре 1979 года принимается решение Политбюро ЦК КПСС о вводе советских войск в Афганистан. Поскольку все соединения в военных округах СССР, граничащих с Афганистаном, являлись кадрированными (неполного состава), происходит развёртывание мотострелковых дивизий САВО и ТуркВО, которые готовились к отправке в ДРА, до штатов военного времени.
В составе ТуркВО были в срочном порядке развёрнуты 5-я гв. мсд и 108-я мсд. В составе САВО была развёрнута 201 мсд.
Все три дивизии имели увеличенный штат — в каждой из них было развёрнуто по 4 мотострелковых полка вместо обычных 2-3 полков.

##### Развёртывание мотострелковых полков
Личный состав был частично доукомплектован за счёт военнообязанных, призванных из запаса и военнослужащих, переброшенных из других военных округов и зарубежных групп войск:
- 122-й мотострелковый полк был сформирован в январе — феврале 1980 года из военнослужащих 164-го гвардейского мотострелкового ордена Суворова II степени полка и 168-го гвардейского мотострелкового Гумбиненского Краснознамённого полка 30-й гвардейской мотострелковой дивизии в Центральной группе войск, в г. Ружомберок в Чехословакии[3].
- Кадрированный 191-й мотострелковый полк 201 мсд был полностью укомплектован военнослужащими из 93-й гвардейской мотострелковой Харьковской дважды Краснознамённой, орденов Суворова и Кутузова дивизии Южной группы войск, дислоцированных в г. Кечкемет, Дебрецен и Сегед в Венгрии[1].
- 149-й гвардейский мотострелковый полк прибыл из состава 128-й гвардейской мотострелковой дивизии, дислоцированной в г.Мукачево Закарпатской области Украинской ССР, ПрикВО[4].
- 395-й мотострелковый полк прибыл из состава 3-й гвардейской мотострелковой дивизии, дислоцированной в г.Клайпеда Литовской ССР, ПрибВО[5].
  - Примечание: 92-й мотострелковый полк был исключён из состава 201 мсд, и не готовился для ввода в Афганистан.

##### Развёртывание танковых полков
В связи с тем, что штатный танковый полк в 201 мсд отсутствовал, а в 108-й мсд танковый полк имел устаревшее вооружение, было принято решение о переброске 2 танковых полков из других соединений:
- 285-й танковый полк был развёрнут и прибыл из состава 60-й танковой Севско-Варшавской дивизии, дислоцированной в г. Дзержинск Горьковской области РСФСР.
- 234-й танковый полк был развёрнут и прибыл из состава 58-й мотострелковой Рославльской дивизии дислоцированной в г.Кызыл-Арват Туркменской ССР.

Так как 108-я мсд была введена в ДРА в конце декабря 1979 года, оба танковых полка были переданы в январе 1980 года в подчинение 201 мсд, которая была сосредоточена в Термезе. Но вводились танковые полки в Афганистан в разное время.

##### Окончание развёртывания
Таким образом, к концу января 201 мсд, находившаяся в Термезе, была полностью развёрнута и имела в подчинении 4 мотострелковых полка (122-й, 191-й, 395 мсп и 149 гв. мсп) и одновременно два танковых полка (234 тп и 285 тп).
28 января 1980 года 234 тп был переподчинён 108 мсд, которая месяцем ранее была введена без танкового полка, и передислоцирован в г.Кабул, за две недели до ввода самой 201 мсд.
После того как части 201 мсд были передислоцированы из Душанбе Таджикской ССР в Термез Узбекской ССР, оставшийся в Душанбе 92-й мотострелковый Сестрорецкий Краснознамённый полк (92 мсп) 201 мсд был развёрнут в кадрированную 134-ю мотострелковую дивизию, которая заняла освободившиеся военные городки 201 мсд. Обратно в состав дивизии 92 мсп вернётся только через 9 лет.

#### Ввод 201-й дивизии в Афганистан и пункты дислокации
23 декабря 1979 года части 201 мсд были приведены в полную боевую готовность, укомплектованы и переброшены под Термез.
В соответствии c Директивой МО СССР от 21 января 1980 года № 314/1/00160 дивизия передана из САВО в состав ТуркВО. Под Термезом дивизия была переведена на новые штаты и включена в состав 40-й общевойсковой армии.
14 февраля 1980 года 201 мсд в обновлённом составе начала пересечение Государственной границы СССР через понтонные мосты в районах Хайратона и Айваджа. Затем, совершив марш Хайратон — Кундуз, начала обустраиваться на новом месте.
285 тп в составе 201 мсд совершил марш по маршруту Хайратон—Пули-Хумри—Кундуз, сосредоточился на северной окраине г. Кундуз разместившись в полевом лагере.
Зона ответственности 201-й мотострелковой дивизии была определена в северо-восточной части Демократической Республики Афганистан (исторической области Катаган), куда входили провинции:
- Кундуз
- Баглан
- Балх
- Тахар
- Саманган
- частично Бадахшан

Части дивизии были распределены следующим образом:

С дислокацией в районе аэропорта г. Кундуз в 4 километрах южнее города:
- Управление (штаб) дивизии
- 149-й гвардейский мотострелковый полк
- 990-й зенитно-артиллерийский полк
- 370-й отдельный противотанковый дивизион
- 783-й отдельный разведывательный батальон
- 99-й отдельный медико-санитарный батальон
- 252-й отдельный батальон связи
- 114-я рота химической защиты
- 631-я станция фельдъегерско-почтовой службы
- 83604-е полевое учреждение Госбанка
- 254-я отдельная вертолётная эскадрилья (придана от 34 сак)

Севернее города были дислоцированы:
- 285-й танковый полк
- 998-й артиллерийский полк
- 71-й отдельный ракетный дивизион
- 469-я батарея управления и артиллерийской разведки
- 541-й инженерно-сапёрный батальон
- 340-й ремонтно-восстановительный батальон
- 636-й батальон материального обеспечения.

На большом удалении от штаба дивизии были дислоцированы:
- 122-й мотострелковый полк — г. Ташкурган (ныне г. Хульм) (142 километров от штаба дивизии по автомобильной дороге[8])
- 395-й мотострелковый полк — г.Пули-Хумри (128 километров[8])

122-й мсп своей дислокацией и рассредоточением подразделений сторожевыми заставами брала под контроль дорогу, связывающую Кундуз и Термез, по которой шло снабжение дивизии всеми видами обеспечения из СССР.
395-й мсп таким же образом контролировал три направления дорог:
- от Кундуза на юг до Пули-Хумри,
- от Пули-Хумри до северного входа на перевал Саланг,
- от Пули-Хумри до г. Ташкурган.

Также подразделения 395 мсп, образуя боевую основу гарнизона г. Пули-Хумри, обеспечивали режимную зону вокруг важных крупных складов армейского значения, сформированные при 59-й бригаде материального обеспечения и защищали её военный городок, а также военный городок 58-й отдельной автомобильной бригады, дислоцированной там же.
В отличие от зенитных артиллерийских полков в составе 5 гв. мсд и 108 мсд, которые в 1981 году были заменены на зенитно-ракетные полки (на современных ЗРК «Оса») — 990-й зенитно-артиллерийский полк (990 зап), имевший на вооружении устаревшие 57-мм зенитные орудия С-60, не был заменён. Он не участвовал в войсковых операциях и за неимением воздушного противника выполнял боевую задачу по сторожевому охранению режимной зоны вокруг аэропорта г. Кундуз. Для этой же цели был использован и 370-й отдельный противотанковый дивизион.
71-й отдельный ракетный дивизион (в/ч пп 27712), который был введён в ДРА вместе с дивизией 13 февраля, был выведен обратно на территорию СССР 25 июня 1980 года.
191-й мотострелковый полк при вводе был временно дислоцирован в Пули-Хумри.

#### Переподчинение полков из состава дивизии

##### 191-й мотострелковый полк
7 апреля 1980 года 191-й мотострелковый полк был выведен из состава 201 мсд и напрямую подчинён штабу 40-й ОА с получением статуса «отдельный». 191-й мсп маршем прошёл через перевал Саланг, города Чарикар и Кабул и расположился в 25 км юго-восточнее г. Газни провинции Газни в 143 километрах юго-западнее Кабула.
Обладая личным составом в 2200 человек, 191 омсп совместно с 56-й огдшбр (с личным составом в 2450 человек), дислоцированной в 60 километрах от него в г.Гардез провинции Пактия, являлись крупнейшими военными формированиями 40-й общевойсковой армии, выполнявшими боевые действия на широком участке южнее Кабула. Также подразделения 191 омсп частично контролировали важную дорогу, соединявшую Кабул и Кандагар.
Обратно в состав 201 мсд полк вернётся спустя 9 лет после вывода войск из Афганистана.

##### 285-й танковый полк
К середине 1980 года Руководство ВС СССР решит вывести из ДРА воинские части и соединения, чьё присутствие было посчитано излишним.
В число выводимых соединений и воинских частей до 1 сентября 1980 года попадут:
- 2-я зенитная ракетная бригада
- 353-я гвардейская артиллерийская Могилёвская орденов Богдана Хмельницкого и Александра Невского бригада
- 234-й танковый Перемышльско-Берлинский Краснознамённый, ордена Суворова полк
- 71-й отдельный ракетный дивизион 201 мсд
- 646-й отдельный ракетный дивизион 108 мсд
- 307-й отдельный ракетный дивизион 5 гв. мсд

Решением командования 40-й общевойсковой армии, посчитавшим избыточность военной группировки на Кундузском направлении, в период с 30 декабря 1980 года по 5 января 1981 года, 285-й тп (без 1-го танкового батальона, оставшегося на усилении 860-го омсп) был передислоцирован в г.Баграм провинции Парван, и переподчинён из состава 201 мсд в состав 108 мсд.
В составе 108 мсд 285-й танковый полк выполнял боевые задачи по сопровождению транспортных колонн и участвовал в рейдах и операциях по ликвидации бандформирований.

#### Взаимодействие с860-м отдельным мотострелковым полком
На направлении провинции Бадахшан 201 мсд оказывала всестороннюю поддержку 860-му отдельному мотострелковому полку (860 омсп), который был в отдельности от всех частей ОКСВА дислоцирован в г. Файзабад в 263 километрах восточнее от г. Кундуз.
860-й омсп занимал стратегически важную позицию по блокированию западного выхода из Ваханского коридора, который афганская оппозиция пыталась использовать как транспортный коридор для поставок вооружений и боеприпасов из Китая и Пакистана.
Также все годы пребывания 201 мсд в ДРА, соединение оказывало тыловое обеспечение подразделений 860-го омсп, снабжение которого со стороны более близкой границы с Таджикской ССР (откуда и вводился полк) было невозможным из-за последовавшего после ввода блокирования дорог афганскими моджахедами.
При вводе 860 омсп, из-за чрезвычайно сложного горного маршрута продвижения от Ишкашима до Файзабада, его штатный танковый батальон остался на территории СССР. Для усиления 860 омсп от 285-го танкового полка 201 мсд будет выделен 1-й танковый батальон, который будет летом 1981 года переподчинён 860 омсп.
При выводе войск — вывод 860 омсп также будет производиться более длинным маршрутом через зону ответственности 201 мсд, а не прежним горным маршрутом через Памир, которым он вводился.

#### Боевая деятельность соединения
Личный состав дивизии участвовал в крупномасштабных армейских, дивизионных, полковых, частных боевых операциях и рейдах, как в ближних — к пункту постоянной дислокации (ППД), провинциях: Кундуз, Баглан, Тахар, Саманган, Балх, Бадахшан, так и в удалённых от ППД (Кундуз), афганских провинциях: Парван, Панджшер, Нангархар, Кунар, Пактия, Герат и т. д.
Подразделения дивизии также несли службу на блокпостах и сторожевых заставах в своей зоне ответственности (в уездах указанных выше афганских провинций).
Части и подразделения 201 мсд в период Афганской войны 1979—1989 годов принимали участие в боевых операциях в различных провинциях.
За период пребывания соединения в Демократической Республике Афганистан частями 201 мсд было уничтожено и захвачено:
- 104 бронеобъекта противника;
- 7 артиллерийских орудий;
- 196 миномётов;
- 371 крупнокалиберный пулемёт;
- 13 переносных зенитных ракетных комплексов;
- 2 зенитные установки;
- 6962 единицы стрелкового оружия;
- 45 противотанковых управляемых реактивных снарядов;
- 320 ручных противотанковых гранатомётов;
- 532 реактивных снаряда;
- 6525 килограммов взрывчатых веществ;
- 1354 противотанковых и противопехотных мин;
- 15 фугасов;
- 263 склада с вооружением, боеприпасами и другим военным имуществом;
- 24 радиостанции.

15 февраля 1989 года 783-й отдельный разведывательный батальон 201-й мсд одним из последних частей из состава 40-й общевойсковой армии покинул территорию республики Афганистан. Дивизия после вывода была передислоцирована в Таджикскую ССР.

#### Наиболее известные боевые столкновения 201-й дивизии в Афганистане
- 3 августа 1980 года — Бой у кишлака Шаеста в районе Кишим близ г. Файзабад провинция Бадахшан 783 орб 201 мсд.
- 25 мая 1985 года — Бой 4-й роты 149 гв. мсп у кишлака Коньяк близ г. Асадабад провинция Кунар ''«Кунарская операция (1985)»
- 16 июня 1986 года — Бой на горе Яфсадж 783-го ОРБ провинции Тахар 783 орб 201 мсд против отряда Кази Кабира (Мохаммад Кабир Марзбон) (Войсковая операция «Манёвр»)
- 18—26 августа 1986 года — Операция «Западня» взятие базового района «Кокари-Шаршари» провинция Герат

#### Состав и места дислокации частей 201-й дивизии
Состав дивизии в период нахождения в Афганистане включал в себя в разные годы:
- Управление (штаб) — Штаб-квартира г. Кундуз
  - Агитотряд.
  - Комендантская рота.
  - 23-я хлебопекарня.
  - 631-я станция фельдъегерско-почтовой связи.
  - 469-я батарея управления и артиллерийской разведки.
  - 829-я военная пожарная команда.
  - 1418-й банно-прачечный пункт.
  - Полевое учреждение Госбанка СССР
  - 114-я отдельная огнемётная рота (до марта 1985 — 114-я отдельная рота химической защиты).
- 149-й гвардейский мотострелковый полк (149 гв. мсп) — провинция Кундуз, Баглан, Тахар
- 122-й мотострелковый полк (122 мсп) — г. Ташкурган провинция Саманган
- 395-й мотострелковый полк (395 мсп) — г. Пули-Хумри провинция Баглан
- 234-й танковый Пермышльско-Берлинский Краснознамённый, ордена Суворова полк (234 тп переподчинён 108 мсд в январе и выведен в июне 1980 года)
- 285-й танковый Уманьско-Варшавский Краснознамённый, ордена Кутузова полк (285 тп переподчинён 108 мсд в декабре 1980 года)
- 998-й артиллерийский Староконстантиновский Краснознамённый, орденов Суворова и Богдана Хмельницкого полк (998 ап) — Северная окраина Кундуза[13]
- 990-й зенитно-артиллерийский полк (990 зап). Кундуз. Выведен 31 октября 1986 года
- 783-й отдельный разведывательный батальон (783 орб) Кундуз.
- 71-й отдельный ракетный дивизион (71 ордн). Кундуз. Выведен 25 июня 1980 года
- 541-й отдельный инженерно-сапёрный батальон (541 оисб) Северная окраина Кундуза
- 252-й отдельный батальон связи (252 обс) Кундуз
- 99-й отдельный медико-санитарный батальон (99 омедб). Кундуз.
- 370-й отдельный противотанковый артиллерийский дивизион (370 оптадн) Кундуз.
- 636-й отдельный батальон материального обеспечения (636 обмо) Северная окраина Кундуза.
- 340-й отдельный ремонтно-восстановительный батальон (340 орбв) Кундуз.
- 254-я отдельная вертолётная эскадрилья (254 овэ) Кундуз.

### 201-я дивизия после вывода из Афганистана и до распада СССР
После вывода из Афганистана 201-я мсд была возвращена на прежнюю дислокацию, теперь уже в составе ТуркВО, так как в 1989 году САВО был расформирован.
Временно сформированная в пунктах её прежней дислокации 134-я мотострелковая дивизия была переформирована обратно в 92-й мотострелковый полк.
В состав 201 мсд был возвращён 191-й мотострелковый полк.

122-й и 395-й мотострелковые полки были расформированы.
Штатный 990-й зенитно-артиллерийский полк, имевший устаревшее вооружение был перевооружён и переформирован в 1098-й гвардейский зенитный ракетный полк, порядковый номер которого были переданы от расформированной 93-й гвардейской мотострелковой дивизии, выведенной из состава Южной группы войск.
Поскольку соединение стало развёрнутым, а не кадрированным как до 1979 года — его рассредоточили по трём областным центрам Таджикской ССР:
- Управление дивизии — Душанбе
- 92-й мотострелковый Сестрорецкий Краснознамённый полк (92 мсп) — Душанбе
- 149-й гвардейский мотострелковый Ченстоховский Краснознамённый, ордена Красной Звезды полк (149 гв. мсп) — Куляб
- 191-й мотострелковый Нарвский Краснознамённый, ордена Александра Невского полк (191 мсп) — Курган-Тюбе
- 998-й артиллерийский Староконстантиновский Краснознамённый, орденов Суворова и Богдана Хмельницкого полк (998 ап) — Душанбе
- 1098-й гвардейский зенитный ракетный полк (1098 зрп) — н.п. Навабад
- 783-й отдельный разведывательный батальон (783 орб) — Душанбе
- 99-й отдельный медико-санитарный батальон (99 омедб) — Душанбе
- 114-я отдельная рота радиационно-химической и биологической защиты (114 оррхбз) — Душанбе
- 118-я отдельная рота радиоэлектронной борьбы (118 орРЭБ) — Душанбе

### 201-я дивизия после распада СССР

#### Смена подчинённости дивизии
После распада Советского Союза 201-я мсд была включена в состав Объединённых вооружённых сил СНГ.
В условиях гражданской войны в Таджикистане указом Президента РФ от 9 сентября 1992 года «О переходе под юрисдикцию России воинских формирований, находящихся на территории Таджикистана» и приказом Министра обороны РФ от 22 сентября 1992 года части 201 мсд в полном составе были включены в состав ВС России.
С декабря 1997 года дивизия была подчинена Приволжскому военному округу.
С 2001 года — в составе Приволжско-Уральского военного округа.

#### Период Гражданской войны в Таджикистане
В 1992—1997 годах происходили неоднократные попытки таджикских экстремистов завладеть её вооружением и материальными ресурсами, расколоть дивизию по национальному признаку и втянуть её в конфликт на стороне одной из противоборствующих сторон.
Подразделения дивизии вступали в боестолкновения с вооружёнными группировками на таджикско-афганской границе, защищали военные и жизненно важные гражданские объекты от разрушения.
После нападения 13 июля 1993 года на 12-ю погранзаставу 117-го погранотряда ГПВ России в Таджикистане в соответствии с директивой Министра обороны РФ № 312/1/0111ш от 19 июля 1993 года 201-я мсд была доукомплектована до штата дивизии мирного времени и в её состав были включены 41-я отдельная вертолётная эскадрилья, 2-й отдельный реактивный дивизион (2-й ореадн РСЗО Ураган), а также создана авиационная группировка ВВС России в Таджикистане.
В начале 1993 года на межгосударственном уровне был определён статус дивизии и её основные задачи. На дивизию было возложено содействие в нормализации обстановки на таджикско-афганской границе, обеспечение доставки, охрана и распределение гуманитарной помощи, содействие в процессе репатриации беженцев и защита важнейших народнохозяйственных объектов.
Силами дивизии было сформировано свыше 250 автоколонн, которые прошли по горным дорогам из Душанбе до Шаартуза и Хорога, доставив населению десятки тысяч тонн медикаментов, продовольствия, горюче-смазочных и строительных материалов.
В 1994—1995 годах были нередки случаи обстрелов таких колонн, попытки воспрепятствовать их продвижению. К местам проживания были доставлены десятки тысяч беженцев из Горного Бадахшана, с южных участков таджикско-афганской границы. Как было предусмотрено «Общим соглашением об установлении мира и национального согласия в Таджикистане» дивизия обеспечила переброску последних вооружённых формирований Объединённой таджикской оппозиции из района Нижнего Пянджа к месту основной дислокации в Гармской группе районов.

#### Правовой статус соединения
16 апреля 1999 года Россия и Таджикистан подписали «Договором между Российской Федерацией и Республикой Таджикистан о статусе и условиях пребывания российской военной базы на территории Республики Таджикистан», предусматривавший преобразование 201-й дивизии в 4-ю российскую военную базу. Договор должен был вступить в силу через год. Документ был ратифицирован парламентами обеих стран, однако обмен ратификационными грамотами не произошёл своевременно.
16 октября 2004 года было подписано Соглашение между Правительством Российской Федерации и Правительством Республики Таджикистан об объектах недвижимости, количестве и границах земельных участков, отводимых под российскую военную базу, и местах их расположения на территории Республики Таджикистан. В соответствии с ним в Таджикистане была образована крупнейшая российская сухопутная военная база за пределами России. Первоначально база носила название «4-я военная база», но затем ей был возвращён войсковой номер, ранее принадлежавший моторизованной стрелковой дивизии, и она стала именоваться «201-я военная база».

#### Переформирование соединения
В октябре 2004 года на базе 201-й мотострелковой Гатчинской дважды Краснознамённой дивизии была сформирована 201-я Российская военная Гатчинская дважды Краснознамённая база с сохранением номеров войсковых частей, почётных наименований и наград. В 2009 году все полки были переформированы в отдельные батальоны, дивизионы и роты.

## Состав

### 1988 год
- управление (Кундуз)
- 122-й мотострелковый полк (Ташкурган)
- 149-й гвардейский мотострелковый Ченстоховский Краснознамённый, ордена Красной Звезды полк (Кундуз)
- 395-й мотострелковый полк (Пули-Хумри)
- 682-й мотострелковый Уманско-Варшавский Краснознамённый ордена Кутузова полк (Панджшер)
- 998-й артиллерийский Староконстантиновский Краснознаменный, орденов Суворова и Богдана Хмельницкого полк (Кундуз)
- 370-й отдельный противотанковый дивизион (Кундуз)
- 783-й отдельный разведывательный батальон (Кундуз)
- 541-й отдельный инженерно-сапёрный батальон (Ташкурган)
- 252-й отдельный батальон связи (Кундуз)
- 340-й отдельный ремонтно-восстановительный батальон (Кундуз)
- 99-й отдельный медицинский батальон (Кундуз)
- 636-й отдельный батальон материального обеспечения (Кундуз)
- 114-я отдельная огнемётная рота (Кундуз)
- 469-я батарея управления и артиллерийской разведки (Кундуз)
- ОВКР (Кундуз)[16]

## Награды

### Награды соединения
За выполнение поставленных боевых задач в ходе Афганской войны и Гражданской войны в Таджикистане, 201 мсд была награждена:
- «За мужество и героизм проявленные личным составом при выполнении интернационального долга в Демократической Республике Афганистан» — указом Президиума Верховного Совета СССР от 4 мая 1985 года 201-я мотострелковая Гатчинская дивизия награждена вторым орденом Красного Знамени.
- «За успешное выполнение военных задач, и проявленные при этом личным составом мужество и героизм» — указом Президента РФ № 1345 от 3 октября 2012 года: 201-я военная Гатчинская дважды Краснознамённая база награждена орденом Жукова[17].

### Награды личного состава 201-й дивизии за участие в Афганской войне
За мужество и воинскую доблесть, проявленные при исполнении воинского и интернационального долга в Республике Афганистан, военнослужащие 201 мсд награждены:
- Орден Ленина — 6 человек
- Орден Красного Знамени — 47 человек
- Орден Красной Звезды — 2040 человек
- Орден «За службу Родине в Вооружённых Силах СССР» — 332 человека
- Медаль «За отвагу» — 2129 человек
- Медаль «За боевые заслуги» — 3482 человека
- наградами Демократической Республики Афганистан — 6983 человека
- Троим военнослужащим — было присвоено высшее звание Герой Советского Союза и Герой Российской Федерации.

### Военнослужащие 201-й дивизии, удостоенные высших званий

#### ВАфганской войне
За мужество и героизм, проявленные в Афганской войне, званий Герой Советского Союза и Российской Федерации были удостоены:
- Акрамов, Наби Махмаджанович — Герой Советского Союза — гвардии старший лейтенант[18]
- Плосконос, Игорь Николаевич — Герой Советского Союза — гвардии старший лейтенант[19]
- Дауди, Ильяс Дильшатович — Герой Российской Федерации — гвардии старший сержант[20]

#### ВГражданской войне в Таджикистане
За мужество и героизм, проявленные при исполнении воинского долга в Гражданской войне в Таджикистане, звания Героя Российской Федерации были удостоены:
- Оловаренко, Валерий Леонидович — Герой Российской Федерации (посмертно) — гвардии лейтенант[21]
- Мишин, Игорь Анатольевич — Герой Российской Федерации (посмертно) — гвардии старший лейтенант[22]

## Командование

### Командиры
1943—1979
- май 1943 — апрель 1944 — полковник Якутович, Вячеслав Петрович
- апрель 1944 — июль 1944 — гвардии полковник Кожевников, Яков Иванович
- июль 1944 — сентябрь 1944 — генерал-майор Якутович, Вячеслав Петрович
- сентябрь 1944 — июль 1946 — гвардии полковник Ширяев, Андрей Алексеевич
- июль 1946 — июнь 1950 — генерал-майор Кучерявенко, Михаил Иванович
- июнь 1950 — август 1951 — полковник Громов Иван Иванович
- август 1951 — ноябрь 1952 — полковник Козидуб Павел Иванович
- ноябрь 1952 — декабрь 1953 — генерал-майор Апакидзе, Валентин Андреевич
- декабрь 1953 — декабрь 1954 — полковник Павловский Анатолий Михайлович
- декабрь 1954 — апрель 1958 — генерал-майор Скворцов Николай Станиславович
- апрель 1958 — август 1958 — полковник Теплов Пётр Павлович
- август 1958 — декабрь 1960 — полковник Рыбьяков Михаил Фёдорович
- декабрь 1960 — август 1962 — полковник Смирнов Николай Петрович
- август 1962 — февраль 1964 — полковник Самоходский Пётр Яковлевич
- февраль 1964 — июль 1966 — полковник Шовколович Андрей Константинович
- июль 1966 — август 1967 — полковник Запорожец Александр Иванович
- август 1967 — август 1973 — генерал-майор Малякшин, Пётр Артемьевич
- август 1973 — октябрь 1975 — полковник Челомбеев, Иван Васильевич
- октябрь 1975 — июль 1977 — полковник Шмаль Николай Фёдорович
- июль 1977 — август 1979 — полковник Булгаков Виктор Александрович

1979—1989
Список командиров 201 мсд в составе ОКСВА:
- август 1979 — март 1981 — полковник Степанов Валерий Алексеевич
- март 1981 — январь 1982 — полковник Дрюков Виктор Андреевич
- январь 1982 — февраль 1983 — полковник Шатин Михаил Владимирович (бывший командир 70-й огмсбр)
- февраль 1983 — декабрь 1984 — генерал-майор Шаповалов, Анатолий Александрович
- декабрь 1984 — февраль 1986 — полковник Малахов Евгений Николаевич
- февраль 1986 — август 1987 — полковник Шеховцов Владимир Николаевич
- август 1987 — апрель 1989 — полковник Рузляев Владимир Викторович
- апрель 1989 — август 1989 — генерал-майор Жинкин Николай Владимирович

1989—2004
- август 1989 — декабрь 1991 — генерал-майор Сеньшов Николай Алексеевич
- декабрь 1991 — май 1992 — полковник Заболотный Вячеслав Григорьевич
- май 1992 — июль 1993 — генерал-майор Ашуров, Мухриддин Ашурович
- июль 1993 — январь 1994 — полковник Тимофеев Виктор Павлович
- январь 1994 — июнь 1995 — генерал-майор Наумов Юрий Алексеевич
- июнь 1995 — июль 1997 — генерал-майор Набздоров Святослав Адамович
- июль 1997 — сентябрь 2001 — генерал-майор Орлов Валентин Леонидович
- сентябрь 2001 — август 2004 — генерал-майор Перминов Юрий Юрьевич

### Заместители командира
- июль 1949 — июнь 1950 — полковник Полятков, Николай Дмитриевич
- Соколов Пётр Алексеевич с 10 августа 1984 — 10 августа 1986.

### Начальники штаба
- .с 2018 г по н/в — полковник Охрименко Евгений Юрьевич